# Nina Roberts
Sophie Malnatti, coneguda com a Nina Roberts (Villecresnes, 29 d'abril de 1979) és una ex-actriu, autora i artista contemporània francesa, que ha aparegut principalment en pel·lícules pornogràfiques.

## Biografia
Roberts va créixer a Créteil, prop de París. Mare soltera als vint anys, va respondre a un anunci per aparèixer en una pel·lícula pornogràfica per guanyar diners. Després d'uns quants rodatges amateurs, es va convertir en una actriu porno a temps complet i va prendre el nom Nina Roberts perquè se sembla va a Julia Roberts. El 2003, va protagonitzar Pretty Nina, una paròdia pornogràfica de Pretty Woman. Nina Roberts es va convertir ràpidament en una de les estrelles del porno més populars de França a principis dels anys 2000.
Després de dos anys rodant pel·lícules porno, va posar la seva carrera en suspens per escriure un llibre sobre la seva història a la indústria per adults. Titulat J'assume (em faig responsable), va ser publicat el 2004 per les edicions Scali. Virginie Despentes va escriure el prefaci del llibre.
El 2007, Roberts va publicar Grosse Vache (Scali), un retrat brutal d'una dona jove que lluita contra la bulímia, l'anorèxia, les drogues (cocaïna i speed) i trobar l'amor, que era una novel·la en forma de diari. Va treballar en una adaptació cinematogràfica de Grosse Vache en col·laboració amb Evan Manifatori.
Roberts finalment va tornar al porno després d'una pausa, tot i que les seves aparicions a la pantalla es van fer cada cop més rares a finals dels anys 2000. La seva actuació a Casino - No Limit li va valdre el premi Ninfa a la millor actriu al Festival Internacional de Cinema Eròtic de Barcelona de 2008.
Roberts va acabar permanentment la seva carrera com a estrella porno a principis dels anys 2010. Va tocar el baix en una banda de punk rock i es va reinventar com a fotògrafa, però, per guanyar-se la vida, va continuar treballant entre bastidors a la indústria del porno a França, com a ajudant de càsting i agregada de premsa per a Marc Dorcel. També va fer diverses aparicions com a actor en pel·lícules no pornogràfiques. Finalment es va llicenciar en esports i dietètica i es va convertir en coach professional.

## Filmografia selectiva

### Pornogràfica

#### Actriu
- 2003 : Pretty Nina de Fabien Lafait
- 2003 : Mes meilleures copines de Yannick Perrin
- 2004 : La Totale de Fred Coppula
- 2004 : Chrono sex de Fred Coppula
- 2004 : Katsumi à l'école des sorcières d'Alain Payet
- 2004 : Infirmière de choc de Patrice Cabanel
- 2004 : Clean girls de Fabien Lafait
- 2004 : Tentations... d'une femme mariée de Fred Coppula
- 2004 : Protection très rapprochée d'Hervé Bodilis
- 2004 : Vendeuses prêtes à niquer de Patrice Cabanel
- 2004 : Belles comme la vie de Yannick Perrin
- 2004 : Nina, toujours consentante ... de Fabien Lafait
- 2005 : Les Co-locataires de Patrice Cabanel
- 2005 : Propriété Privée de Jack Tyler
- 2006 : Les Deux sœurs d'Hervé Bodilis
- 2006 : Éloge de la chair de Jack Tyler
- 2006 : Entre femmes de Fabien Lafait
- 2007 : Marie-Chantal, Marie-Salope de Vyper
- 2007 : La Boulangère  de Fabien Lafait
- 2007 : Les petites étrangères d'Éric Marchand
- 2008 : Stagiaires débutantes de Fabien Lafait
- 2008 : Casino - No Limit d'Hervé Bodilis
- 2010 : Mademoiselle de Paris d'Hervé Bodilis (paper no sexual)
- 2012 : La Journaliste de Pascal Lucas (paper no sexuall)

#### Directora
- 2013 : Jeux vicieux (codirectora amb Jack Tyler)

### Non pornogràfiques
- 2005 : Pour le meilleur et pour le plaisir (telefilm eròtic) de Gilbert Pop
- 2005 : Vengeance brûlante (telefilm eròtic) de Marc Riva
- 2006 : On ne devrait pas exister de HPG
- 2008 : Hard (sèrie de televisió) de Cathy Verney
- 2011 : Emptiness Crushes my Soul (clip de la cançó del grup Loudblast) de M. Bernadat)
- 2011 : Pour le meilleur et pour le plaisir (eròtic) de Gilbert Pop
- 2011 : Léa de Bruno Rolland
- 2012 : Bye Bye Blondie de Virginie Despentes (com a de Sophie Malnatti)
- 2014 : Fils de (documental) de HPG

## Premis
- 2008 : Festival Internacional de l'Erotisme de Brussel·les: Premi del jurat
- 2008 : Festival Internacional de Cinema Eròtic de Barcelona: Millor actriu